# Skate America 2023
Skate America 2023 – pierwsze w kolejności zawody łyżwiarstwa figurowego z cyklu Grand Prix 2023/2024. Zawody rozgrywano od 20 do 22 października 2023 roku w hali Credit Union of Texas Event Center w Allen.
W konkurencji solistów zwyciężył Amerykanin Ilia Malinin, zaś w konkurencji solistek Belgijka Loena Hendrickx. W parach sportowych triumfowali Niemcy Annika Hocke i Robert Kunkel, zaś w parach tanecznych Amerykanie Madison Chock i Evan Bates.

## Rekordy świata
| Rekordy świata (GOE±5) na moment rozpoczęcia zawodów (stan na 13 października 2023): | Rekordy świata (GOE±5) na moment rozpoczęcia zawodów (stan na 13 października 2023): | Rekordy świata (GOE±5) na moment rozpoczęcia zawodów (stan na 13 października 2023): | Rekordy świata (GOE±5) na moment rozpoczęcia zawodów (stan na 13 października 2023): | Rekordy świata (GOE±5) na moment rozpoczęcia zawodów (stan na 13 października 2023): | Rekordy świata (GOE±5) na moment rozpoczęcia zawodów (stan na 13 października 2023): |
| Konkurencja                                                                          | Segment                                                                              | Zawodnicy                                                                            | Punkty                                                                               | Zawody                                                                               | Data                                                                                 |
| ------------------------------------------------------------------------------------ | ------------------------------------------------------------------------------------ | ------------------------------------------------------------------------------------ | ------------------------------------------------------------------------------------ | ------------------------------------------------------------------------------------ | ------------------------------------------------------------------------------------ |
| Soliści                                                                              | Nota łączna                                                                          | Nathan Chen                                                                          | 335,30                                                                               | Finał Grand Prix 2019                                                                | 7 grudnia 2019                                                                       |
| Soliści                                                                              | Program dowolny                                                                      | Nathan Chen                                                                          | 224,92                                                                               | Finał Grand Prix 2019                                                                | 7 grudnia 2019                                                                       |
| Soliści                                                                              | Program krótki                                                                       | Nathan Chen                                                                          | 113,97                                                                               | Zimowe igrzyska olimpijskie 2022                                                     | 10 lutego 2020                                                                       |
| Solistki                                                                             | Nota łączna                                                                          | Kamiła Walijewa                                                                      | 272,71                                                                               | Rostelecom Cup 2021                                                                  | 27 listopada 2021                                                                    |
| Solistki                                                                             | Program dowolny                                                                      | Kamiła Walijewa                                                                      | 185,29                                                                               | Rostelecom Cup 2021                                                                  | 27 listopada 2021                                                                    |
| Solistki                                                                             | Program krótki                                                                       | Kamiła Walijewa                                                                      | 90,45                                                                                | Mistrzostwa Europy 2022                                                              | 13 stycznia 2022                                                                     |
| Pary sportowe                                                                        | Nota łączna                                                                          | Sui Wenjing / Han Cong                                                               | 239,88                                                                               | Zimowe igrzyska olimpijskie 2022                                                     | 19 lutego 2022                                                                       |
| Pary sportowe                                                                        | Program dowolny                                                                      | Anastasija Miszyna / Aleksandr Gallamow                                              | 157,46                                                                               | Mistrzostwa Europy 2022                                                              | 13 stycznia 2022                                                                     |
| Pary sportowe                                                                        | Program krótki                                                                       | Sui Wenjing / Han Cong                                                               | 84,41                                                                                | Zimowe igrzyska olimpijskie 2022                                                     | 18 lutego 2022                                                                       |
| Pary taneczne                                                                        | Nota łączna                                                                          | Madison Chock / Evan Bates                                                           | 232,32                                                                               | World Team Trophy 2023                                                               | 14 kwietnia 2023                                                                     |
| Pary taneczne                                                                        | Taniec dowolny                                                                       | Madison Chock / Evan Bates                                                           | 138,41                                                                               | World Team Trophy 2023                                                               | 14 kwietnia 2023                                                                     |
| Pary taneczne                                                                        | Taniec rytmiczny                                                                     | Madison Chock / Evan Bates                                                           | 93,91                                                                                | World Team Trophy 2023                                                               | 13 kwietnia 2023                                                                     |

## Wyniki

### Soliści
| Poz. | Zawodnik           | Nota łączna | SP | SP     | FS | FS     |
| ---- | ------------------ | ----------- | -- | ------ | -- | ------ |
| 1    | Ilia Malinin       | 310,47      | 1  | 104,06 | 1  | 206,41 |
| 2    | Kévin Aymoz        | 279,09      | 2  | 97,34  | 2  | 181,75 |
| 3    | Shun Satō          | 247,50      | 3  | 91,61  | 4  | 155,89 |
| 4    | Nika Egadze        | 237,45      | 5  | 85,76  | 5  | 151,69 |
| 5    | Władimir Litwincew | 237,44      | 8  | 74,61  | 3  | 162,83 |
| 6    | Nozomu Yoshioka    | 233,56      | 4  | 87,44  | 7  | 146,12 |
| 7    | Andrew Torgashev   | 219,67      | 11 | 68,71  | 6  | 150,96 |
| 8    | Tatsuya Tsuboi     | 216,98      | 9  | 72,57  | 8  | 144,41 |
| 9    | Deniss Vasiļjevs   | 215,34      | 6  | 75,84  | 10 | 139,50 |
| 10   | Maxim Naumov       | 210,53      | 10 | 70,73  | 9  | 139,80 |
| 11   | Stephen Gogolev    | 210,48      | 7  | 74,73  | 11 | 135,75 |
| 12   | Andreas Nordebäck  | 198,95      | 12 | 66,28  | 12 | 132,67 |

### Solistki
| Poz. | Zawodniczka          | Nota łączna | SP | SP    | FS | FS     |
| ---- | -------------------- | ----------- | -- | ----- | -- | ------ |
| 1    | Loena Hendrickx      | 221,28      | 1  | 75,92 | 1  | 145,36 |
| 2    | Isabeau Levito       | 208,15      | 3  | 70,07 | 2  | 138,08 |
| 3    | Niina Petrõkina      | 194,55      | 4  | 65,02 | 4  | 129,53 |
| 4    | Hana Yoshida         | 190,98      | 9  | 59,40 | 3  | 131,58 |
| 5    | Amber Glenn          | 189,63      | 2  | 71,45 | 5  | 118,18 |
| 6    | Mone Chiba           | 177,79      | 5  | 64,24 | 6  | 113,55 |
| 7    | Jekatierina Kurakowa | 173,75      | 7  | 60,45 | 7  | 113,30 |
| 8    | Mana Kawabe          | 168,98      | 6  | 62,80 | 8  | 106,18 |
| 9    | An Xiangyi           | 165,40      | 8  | 59,74 | 9  | 105,66 |
| 10   | Clare Seo            | 163,77      | 11 | 58,14 | 10 | 105,63 |
| 11   | You Young            | 157,36      | 12 | 56,21 | 11 | 101,15 |
| 12   | Wi Seo-yeong         | 156,02      | 10 | 58,55 | 12 | 97,47  |

### Pary sportowe
| Poz. | Zawodnicy                                | Nota łączna | SP | SP    | FS | FS     |
| ---- | ---------------------------------------- | ----------- | -- | ----- | -- | ------ |
| 1    | Annika Hocke / Robert Kunkel             | 184,23      | 1  | 63,59 | 1  | 120,64 |
| 2    | Lia Pereira / Trennt Michaud             | 182,59      | 2  | 63,22 | 2  | 119,37 |
| 3    | Chelsea Liu / Balázs Nagy                | 177,66      | 3  | 61,23 | 3  | 116,43 |
| 4    | Valentina Plazas / Maximiliano Fernandez | 157,08      | 7  | 49,51 | 4  | 107,57 |
| 5    | Isabelle Martins / Ryan Bedard           | 154,66      | 4  | 52,59 | 5  | 102,07 |
| 6    | Irma Caldara / Riccardo Maglio           | 138,18      | 5  | 52,22 | 6  | 85,96  |
| 7    | Anastasia Vaipan-Law / Luke Digby        | 133,84      | 6  | 50,60 | 7  | 83,24  |

### Pary taneczne
| Poz. | Zawodnicy                                | Nota łączna | RD | RD    | FD | FD     |
| ---- | ---------------------------------------- | ----------- | -- | ----- | -- | ------ |
| 1    | Madison Chock / Evan Bates               | 212,96      | 1  | 84,87 | 1  | 128,09 |
| 2    | Marjorie Lajoie / Zachary Lagha          | 196,99      | 2  | 77,80 | 2  | 119,19 |
| 3    | Jewgienija Łopariowa / Geoffrey Brissaud | 193,47      | 3  | 77,20 | 3  | 116,27 |
| 4    | Caroline Green / Michael Parsons         | 185,07      | 5  | 75,05 | 4  | 110,02 |
| 5    | Natálie Taschlerová / Filip Taschler     | 184,84      | 4  | 75,21 | 5  | 109,63 |
| 6    | Olivia Smart / Tim Dieck                 | 180,67      | 6  | 71,96 | 6  | 108,71 |
| 7    | Oona Brown / Gage Brown                  | 177,21      | 7  | 71,34 | 7  | 105,87 |
| 8    | Kateřina Mrázková / Daniel Mrázek        | 170,84      | 8  | 67,95 | 9  | 102,89 |
| 9    | Hannah Lim / Ye Quan                     | 169,11      | 9  | 65,49 | 8  | 103,62 |
| 10   | Holly Harris / Jason Chan                | 156,98      | 10 | 61,99 | 10 | 94,99  |